# Фердинанд Дечев
Фердинанд Дечев е български просветен деец, книжовник и общественик.

## Биография
Банатски българин, австрийски възпитаник. Занимава се с търговия, един от водачите на католиците сред българите, бори се за „народно“ духовенство. През 70-те години приема православието. Учителства в Шумен (1866-1871) Свищов (1871-1872), Белене, Севлиево (1877-1879) и др. Основава девическо училище в Свищов (1872). Временен сътрудник на вестниците „Дунав” и „Македония”. През 80-те години участва активно в акцията на българските власти по преселението на банатски българи в Северна България.
Негов син е академик Димитър Дечев.

## Съчинения
- Устав на Българското девическо заведение, отворено в Свищов в 1872. Русе, в печатницата на Дунавската област, 1872.
- Кратка немска граматика от Т. Кайзер. [Прев. Ф. Дечев] ч. I, С., 1888.
- Геометрия с геометрическо чъртание: За III и IV отд. на първонач. у-ща: По програма, израб. от учит. събор в гр. София / Състав. Фердинанд Дечев. Пловдив: Хр. Г. Данов, 1891.
- Календар за високосната година 1892 / Състав. Фердинанд Дечев. София: Вълков, 1891.
- Календарче за простата година 1894 / Състав. Фердинанд Дечев. София: книж. К. Паунов, [1893].